# Ekaterina Kurbatova
Ekaterina Kurbatova (en russe : Екатери́на Влади́мировна Курба́това) est une gymnaste, née le 7 octobre 1992 à Moscou.

## Palmarès

### Championnats du monde
- Rotterdam 2010
  -  médaille d'or au concours par équipes

### Championnats d'Europe
- Birmingham 2010
  -  médaille d'or au concours par équipes
  -  médaille d'or au saut de cheval